# هيلديغارد سويفت
هيلديغارد سويفت (بالإنجليزية: Hildegarde Swift)‏ هي كاتِبة وكاتبة للأطفال أمريكية، ولدت في 10 يناير 1890 في كلينتون في الولايات المتحدة، وتوفيت في 1972.